# Эмический и этический
Эмический и этический (англ. emic vs. etic) — концепция методолого-аналитического характера в американской антропологии и лингвистике, а также в науках о поведении для описания альтернативных методов интерпретации данных и (соответственно) построения альтернативных теоретических моделей. Пик популярности эмико-этической концепции — 1960-е и 1970-е годы. В конце 1980-х годов интерес учёных к концепции эмического / этического угас.

## Краткий обзор
- Эмический подход (emic standpoint) — взгляд изнутри, глазами инсайдера. Эмический подход свойствен личности, интегрированной в данный культурно-исторический контекст. Практически любой феномен культуры в таком контексте может быть рассмотрен с эмической позиции.
- Этический подход (etic standpoint) — взгляд снаружи, глазами стороннего наблюдателя. Этическая модель оперирует терминами и понятиями, претендующими на универсализм и нейтральность. Термин «этический» (морфологическая передача англ. etic) в этом значении не имеет отношения к прилагательному «этический» (англ. ethic), производному от этики.

Термины были предложены американским лингвистом и антропологом Кеннетом Пайком в его труде «Язык в его отношении к объединенной теории структуры человеческого поведения» (1954). Пайк выделил суффиксы -emic и -etic из слов phonemic (фонемный, имеющий отношение к фонемам, фонологии) и phonetic (фонетический, имеющий отношение к звукам речи, к фонетике).
Метод эмического-этического развивал в 1960-х и 1970-х гг. Марвин Харрис, концепция которого отталкивалась преимущественно от критики теоретических положений Пайка. К концу 1980-х годов интерес к методу эмического-этического в американских общественных науках угас. 